# Tegen och Grötån
Tegen och Grötån är en av SCB avgränsad och namnsatt småort i Stenungsunds kommun och Uddevalla kommun i Västra Götalands län. Småorten omfattar bebyggelse i byarna Tegen i Ödsmåls socken, Stenungsunds kommun och Grötån i Ljungs socken, Uddevalla kommun.